# 5170 Sissons
5170 Sissons eller 1987 EH är en asteroid i huvudbältet som upptäcktes den 3 mars 1987 av den amerikanske astronomen Edward L.G. Bowell vid Anderson Mesa Station. Den är uppkallad efter Anthony Sissons, en vän till upptäckaren.
Asteroiden har en diameter på ungefär 10 kilometer och den tillhör asteroidgruppen Eos.